# 桃莉·巴頓
桃莉·蕾貝卡·巴顿（英語：Dolly Rebecca Parton，1946年1月19日—）是美國歌手、詞曲作者、女演員、商人和慈善家，她以鄉村音樂的創作和演唱而聞名。桃莉·巴頓在1967年以她的專輯《你好，我是桃莉》首次亮相。在1960年代剩下的時間裡，他成功的獲得了穩定的成功，有獨自演唱作品又有與波特·華格納合唱的作品，她的銷售和排行榜榜單高峰是在七十年代，並持續到八十年代，桃莉在1990年代後期的專輯銷量較低。然而在新的千禧年，她又取得了商業上的成功，自從2000年以來發行了獨立唱片公司的專輯，包括她在自己創立的桃莉唱片公司所發行的專輯。

## 簡介
桃莉·巴頓是有史以來最受尊敬的女性鄉村歌手，她獲得了25個美國唱片工業協會頒發的金唱片、白金唱片和多白金唱片獎項，她在告示牌鄉村音樂榜單上有25首歌曲達到第一名，這是所有女性藝術家最佳的紀錄（與Reba McEntire並列）。巴頓擁有41張職業生涯十大鄉村專輯，創下所有藝術家的紀錄，並且在過去的四十年裡她擁有110張職業生涯的單曲。她曾獲得9項葛萊美獎，2項奧斯卡獎提名，10項美國鄉村音樂協會獎，7項美國鄉村音樂學院獎，3項全美音樂獎，也是僅有的七位女性藝人中的一位獲得美國鄉村音樂協會“年度藝人獎”的女藝人之一。巴頓獲得了47項葛萊美獎的提名。
1999年，巴頓被納入鄉村音樂名人堂。她已經創作了三千多首歌曲，其中包括以“I Will Always Love You”在美國兩次登上榜單，以及經由惠妮·休斯頓的翻唱在國際登上榜單，巴頓的知名歌曲還有“Jolene”、“ 多顏色的外套”和“朝9晚5”。她也是少數同時能獲得奧斯卡獎、葛萊美獎、托尼獎和艾美獎提名的少數人之一。而作為一個演員，她曾演出過的電影如1980年的朝九晚五，並且在1982年演出的《春城花滿天》獲得金球獎最佳女主角的提名，1984年還有演出《紐約計程車司機》，1989年的《鋼木蘭》和2012年的《歡樂之音》。
巴頓以独特的女高音、通俗的幽默、华丽的服饰和风骚的身姿而闻名，尤其她40DD的豪乳，最為普羅大眾津津乐道。人類歷史上第一個成功使用體細胞複製的哺乳動物桃莉羊，名稱就是以巴頓命名，因為桃莉羊是由乳腺細胞發育而來，而巴頓本身就是以豪乳聞名的。

## 外部連結
- 官方网站
- 桃莉·巴頓在互联网电影资料库（IMDb）上的資料（英文）
- WorldCat 聯合目錄中桃莉·巴頓的著作或與之相關的著作
- "Dolly Parton" （页面存档备份，存于）, inductee page at Country Music Hall of Fame and Museum
- Dolly Parton Historical Archive （页面存档备份，存于）